# Електромагнітна надчутливість
Електромагні́тна надчутли́вість (ЕМН) — чутливість до електромагнітних полів, з якими пов'язують негативні симптоми. Ця теорія не має наукового обґрунтування і не є визнаним медичним діагнозом. Загальновизнано, що переживання симптомів електромагнітної надчутливості має психосоматичне походження. Твердження характеризуються «різноманітними неспецифічними симптомами, які пацієнти пов'язують з впливом електромагнітних полів». Спроби обґрунтувати твердження про те, що ЕМН спричиняється впливом електромагнітних полів, є псевдонауковими.
Ті, хто діагностують у себе ЕМН, повідомляють про побічні реакції на електромагнітні поля, інтенсивність яких значно нижча за максимальні рівні, дозволені міжнародними стандартами радіомагнітної безпеки. Провокаційні випробування показали, що такі люди не здатні відрізнити вплив електромагнітних полів від його відсутності. Систематичний огляд медичних досліджень 2011 року не знайшов переконливих наукових доказів того, що симптоми, про які повідомляється пацієнтами, викликані електромагнітними полями. Відтоді низка подвійних сліпих експериментів показала, що люди з електромагнітною гіперчутливістю, не здатні виявити наявність електромагнітних полів і з такою ж ймовірністю повідомляють про погане самопочуття після фіктивного впливу, як і після впливу справжніх електромагнітних полів, що свідчить про те, що їхні симптоми викликані ефектом ноцебо.
Станом на 2005 рік ВООЗ рекомендувала проведення клінічної оцінки заяв про ЕМН для визначення та виключення альтернативних діагнозів для виявлених симптомів. Когнітивно-поведінкова терапія та лікування супутніх психіатричних розладів можуть бути корисними в полегшенні цього стану.
Деякі люди, які вважають, що вони чутливі до електромагнітних полів, можуть намагатися зменшити їхній вплив або прибігати до альтернативної медицини. Урядові органи закликають компанії, що продають пристрої для захисту від електромагнітного випромінювання, дотримуватися вимог щодо неправдивої реклами.

## Статистика
Дослідження 2013 року, проведене на основі телефонних опитувань у Тайвані, показало, що рівень ЕМН у країні знижується, попри попередні очікування зростання її поширеності в міру того, як електронні пристрої стають все більш поширеними. Показники знизилися з 13 % у 2007 році до 5 % у 2013 році. У дослідженні також йдеться про очевидне зниження в Нідерландах (з 7 % у 2009 році до 4 % у 2011 році) і в Німеччині (з 10 % у 2009 році до 7 % у 2013 році). При цьому жінок, які вважали себе електромагнітно надчутливими, було більше, ніж чоловіків.
У 2021 році французький фізик Себастьєн Пойнт зазначив, що поширеність електромагнітної гіперчутливості подібна до поширеності радіофобії, зокрема у гендерному співвідношенні (2 електрогіперчутливі або радіофобні жінки на одного електрогіперчутливого або радіофобного чоловіка), що, за його словами, підкріплює гіпотезу про те, що електромагнітна надчутливість є новою специфічною фобією.